# Evolutionäre Kunst

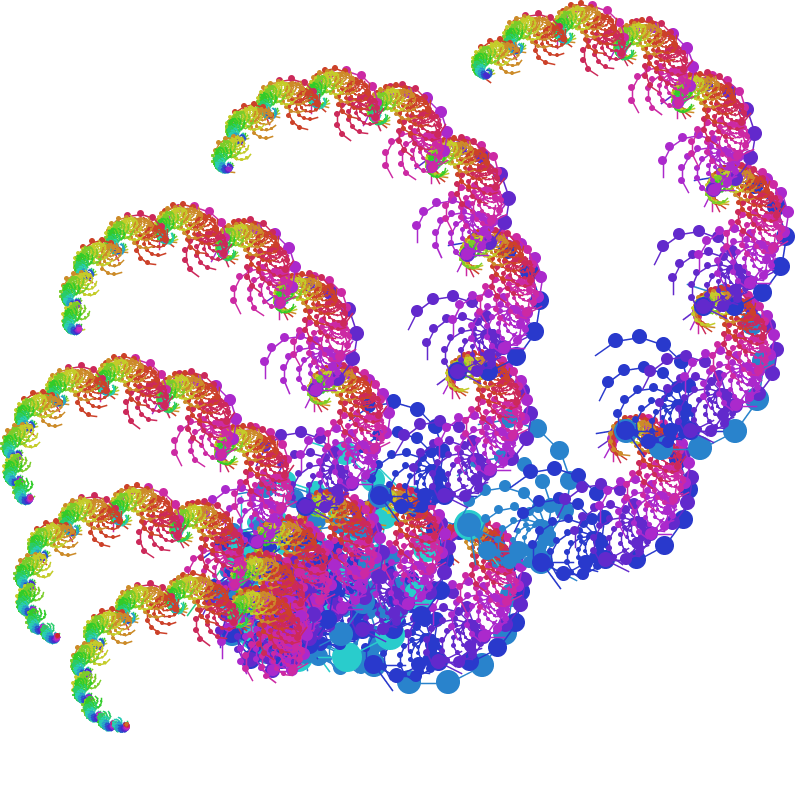
Ein Bild, das mit einem evolutionären Algorithmus erstellt wurde.

Evolutionäre Kunst ist eine Form der generativen Kunst, bei der Kunstwerke aus Bereichen der bildenden Kunst, Musik und auch darstellenden Kunst mit evolutionären Algorithmen erzeugt werden. Evolutionäre Algorithmen sind Methoden, Optimierungsprobleme mit Prinzipien der natürlichen Evolution zu lösen. Indem künstlerische Prozesse als Optimierung aufgefasst werden, können somit Objekte geschaffen werden, die auf Menschen ästhetisch wirken. Aus zeitlichen Gründen erfolgt die Umsetzung dieser Klasse von Algorithmen zwingend mit dem Computer, könnte prinzipiell aber auch von Hand berechnet werden. Evolutionäre Kunst gehört daher zur digitalen Kunst.

## Grundlagen
Grundlage Evolutionärer Kunst ist wie bei allen Evolutionären Algorithmen eine Population aus Individuen, die hier jeweils eine visuelle Struktur repräsentiert. 
Diese Repräsentation kann entweder indirekt erfolgen, indem Individuen wie bei der Genetischen Programmierung jeweils ein Programm enthalten, das eine visuelle Struktur erzeugt, sodass hier die biologische Unterscheidung zwischen Genotyp und Phänotyp aufrechterhalten bleibt. Die Repräsentation kann aber auch direkt sein, wie bei der Evolutionsstrategie, indem ein Individuum nur als Phänotyp betrachtet wird, auf den evolutionäre Operationen angewendet werden. In diesem Fall enthält ein Individuum ein Bild, Zeichnung, Bewegtbild oder ähnliches im Sinne einer Bilddatei oder Videodatei.

## Kunstprozess
Nahezu alle Anwendungen Evolutionärer Kunst, die indirekte Repräsentationen verwenden, erzeugen ungegenständliche visuelle Werke. Unabhängig ob direkte oder indirekte Repräsentation existieren nur wenige Ansätze zur gegenständlichen Evolutionären Kunst.
Beim Evolutionären Kunstprozess wird zunächst eine Startpopulation aus Individuen festgelegt. 
Bei einer indirekten Repräsentation werden – wie beim Genetischen Programmieren üblich – zufällige Programme und somit zufällige visuelle Strukturen erzeugt. Bei einer direkten Repräsentation werden meist nicht-zufällige visuelle Strukturen durch den Künstler ausgewählt, z. B. Bilder aus vorangegangenen Evolutionsläufen.
Es folgt eine Reproduktionsphase, bei der die vorliegenden Individuen entsprechend einer Reproduktionsstrategie vermehrt werden, indem Rekombinations- und Mutationsoperationen auf die Repräsentationsstrukturen angewendet werden. Die Art dieser Operationen ist von der Art der Programme bzw. direkten visuellen Strukturen abhängig, so wie generell bei evolutionären Algorithmen beispielsweise lineare und hierarchische Individuenstrukturen jeweils angepasste Rekombinations- und Mutationsoperationen erfordern.
Teil der Reproduktionsstrategie ist die Art, wie Individuen für eine Rekombination ausgewählt werden (Selektion zur Reproduktion). Orientiert sich die Reproduktionsstrategie an genetischen Algorithmen, so müssen vorher Fitnesswerte für jedes Individuum vorliegen. Die Häufigkeit der Auswahl für eine Reproduktion ist eine streng monotone Funktion dieser Fitness, d. h. je höher die Fitness, desto größer die Wahrscheinlichkeit der Auswahl. Orientiert sich die Reproduktionsstrategie an Evolutionsstrategien, so erfolgt die Auswahl gleichverteilt zufällig.
Nach der Reproduktionsphase ergibt sich eine Population von Nachkommen, für die jeweils ein Fitnesswert festgelegt werden muss, der in irgendeiner Weise die Ästhetik der visuellen Strukturen reflektieren soll. Eine algorithmische Festlegung dieser Werte würde ein formales Ästhetikmodell erfordern, welches bei bisherigen Verfahren zur evolutionären Kunst nicht oder nur in Ansätzen vorliegt. Daher beschränken sich algorithmische Verfahren auf die Ermittlung einfacher Eigenschaften der Bildanalyse und darauf basierender Modelle, wie z. B. entropiebasierte Modelle. Verbreitet ist die Festlegung der Fitness durch einen Menschen oder eine Gruppe von Menschen (interaktive Evolution). Meist ist dies der Künstler, der die Bewertungen nach seinen subjektiven ästhetischen Kriterien festlegt. Alternative Verfahren zur empirischen Schätzung der Fitness ist beispielsweise die Zeit, die ein Betrachter eine 
visuelle Struktur betrachtet, die ihm präsentiert wird. Es existieren zudem vorbewusste Verfahren, bei denen versucht wird, eine Korrelation zwischen physiologisch messbaren Eigenschaften eines Betrachters und seinen ästhetischen Bewertungen herzuleiten (z. B. Pupillenreaktionen). Die innovativsten Ansätze bietet hier die Neuroästhetik, bei der Gehirnregionen identifiziert werden, die an ästhetischen Bewertungen beteiligt sind und bei der Korrelationen zwischen den Aktivitäten dieser Regionen und ästhetischen Bewertungen hergestellt werden sollen (analoge Verfahren wie das Neuromarketing). Da diese Ansätze jedoch komplexe und noch sehr teure Geräte zur medizinischen Bildgebung erfordern, beschränkt sich ihr Einsatz in der evolutionären Kunst bislang auf vereinzelte kleine Studien.
Besitzen Eltern wie Nachkommen jeweils einen Fitnesswert, so wird eine Selektionsstrategie angewendet, durch die ermittelt wird, welches Individuum in der nächsten Generation weiter existieren darf und sich möglicherweise reproduzieren wird. Diese Selektionsstrategie berücksichtigt entweder nur die Nachkommen oder die Vereinigungsmenge aus Eltern und Nachkommen. Greift im Weiteren kein Abbruchkriterium, wie das Erreichen einer vorher festgelegten maximalen Anzahl von Generationen, so wird die nächste Iteration des evolutionären Kunstprozesses mit einer neuen Reproduktionsphase gestartet.

## Non-photorealistic rendering
Eine Anwendung evolutionärer Kunst ist das Non-photorealistic Rendering, ein Bereich der Computergrafik, in dem Grafiken bewusst nicht getreu ihrem physikalischen Abbild dargestellt werden. Ein Beispiel ist die Generierung eines künstlichen Gemäldes aus einer Fotografie.
Die britischen Wissenschaftler Collomosse und Hall entwickelten 2005 einen Algorithmus, der Gemälde anhand von Fotografien erzeugt. Ein Gemälde wird als Abfolge von Pinselstrichen aufgefasst, wobei Pinselstriche durch Attribute wie Position, Richtung, Farbe etc. definiert werden. Ein genetischer Algorithmus wird genutzt, um den Raum aller auf diese Weise möglichen Gemälde zu durchsuchen. Die Fitnessfunktion, die jedem Lösungskandidaten eine Qualität zuweist, vergleicht das Kantenbild eines Kandidaten mit einem zu Beginn berechneten Salienzbild. Die Salienz eines Bilddetails gibt an, wie augenfällig es für einen menschlichen Betrachter ist. Im Algorithmus von Collomosse und Hall setzt die Salienz der Bilddetails aus drei Faktoren zusammen: Seltenheitsgrad, Sichtbarkeitsgrad und einem dritten Faktor, der zuvor den Geschmack von Nutzern in Teilbereichen erlernt, um für Menschen wichtige Artefakte von unwichtigen zu unterscheiden.
Die Salienzberechnung basiert auf dem Gedanken, dass Kunstwerke „keinen Spiegel“ (Ernst Gombrich) der Realität darstellen, sondern vielmehr eine Interpretation des Künstlers.